# Chacala, Michoacán de Ocampo
Chacala är en ort i Mexiko.   Den ligger i kommunen Aquila och delstaten Michoacán de Ocampo, i den södra delen av landet, 500 km väster om huvudstaden Mexico City. Chacala ligger 452 meter över havet och antalet invånare är 108.
Terrängen runt Chacala är kuperad. Runt Chacala är det glesbefolkat, med 8 invånare per kvadratkilometer. Närmaste större samhälle är Aquila, 17,5 km norr om Chacala. I omgivningarna runt Chacala växer i huvudsak lövfällande lövskog.